# اجعل امرأة تبكي (مسلسل)
جعل امرأة تبكي (باللغة الكورية여자를 울려) (بالإنجليزية: "Make a Woman Cry")، و(بالعربية:جعل امرأة تبكي) ويعرف أيضا بأسم (بالإنجليزية: "Let the Girl Cry")، (بالعربية:"أترك الفتاة تبكي"): مسلسل تلفزيوني رومانسي، كوميدي، كوري. بدأ عرضه في 18 أبريل 2015.

## القصة
تتحدث دراما "Make a Woman Cry" عن "Duk In" وهي محققة سابقة. تركت عملها كمحققة لتفتح مطعم أمام مدرسة. المدرسة التي كان يرتادها إبنها قبل أن يتوفى. وذلك لتترك ذكريات إبنها حية. من خلال عملها في المطعم تحاول حماية أطفال الحي من الخطر. كما تحاول مسامحة الذين كانوا السبب في موت إبنها.

## البطولة
- Kim Jung Eun : في دور Jung Duk In
- Song Chang Ui : في دور Kang Jin Woo
- Lee Soon Jae : في دور Kang Tae Hwan
- Ha Hee Ra : في دور Na Eun Soo
- Oh Dae Gyu : في دور Kang Jin Myung
- Lee Tae Ran : في دور Choi Hong Ran
- Han Jong Young : في دور Kang Yoon Seo
- Han Bo Bae : في دور Hwang Kyung Ah